# Kerim Alajbegović
Kerim Alajbegović, né le 21 septembre 2007 à Cologne, est un footballeur bosnien qui évolue au poste d'ailier au RB Salzbourg.

## Biographie

### Carrière en club
Né à Cologne en Allemagne, Kerim Alajbegović est formé entre le FC Cologne et le Bayer Leverkusen, où il signe son premier contrat professionnel en janvier 2025,,. Mais dès l'été suivant, il est transféré chez le RB Salzbourg en Championnat d'Autriche,.
Il joue son premier match avec l'équipe première du club le 23 juillet 2025, entrant en jeu lors du match de qualification à la Ligue des champions du RB Salzbourg contre le SK Brann,,.

### Carrière en sélection
Kerim Alajbegović est international bosnien junior avec l'équipe des moins de 17 ans, dont il porte le brassard de capitaine à partir de 2024.
Alajbegović est ensuite international espoirs avec la Bosnie-Herzégovine,.

## Palmarès
RB Salzbourg
- Championnat d'Autriche
  - Vice-champion en 2024-25